# Michel Le Clerc (réalisateur, journaliste)
Pour les articles homonymes, voir Michel Le Clerc (homonymie) et Le Clerc.
Michel-Henri Le Clerc-Arachequesne dit Michel Le Clerc est un réalisateur, journaliste et voyageur français né au Havre le 23 novembre 1929 et mort le 14 novembre 2024 à Provins,.

## Biographie
Michel Le Clerc est élevé dans la région havraise où ses parents tiennent un café-épicerie à Port Jérôme. Au sortir de l'école communale, il est placé durant la guerre dans un pensionnat religieux à la discipline assez souple. Il y découvre par l'intermédiaire d'un jeune professeur le surréalisme, notamment dans ses aspects iconoclaste et scandaleux et commence à se révolter contre le retour à un ordre plus rigoureux dans les années d'après-guerre. Dans le même temps, il développe un fort intérêt pour le cinéma qu'il fréquente tous les dimanches à Lillebonne. 
Ne s'étant pas volontairement présenté à l'examen du baccalauréat, il commence à travailler en apprentissage mais insiste surtout pour partir à Paris malgré son jeune âge. Avec l'accord de ses parents, il arrive dans la capitale à 18 ans et, très débrouillard, il trouve un emploi de secrétaire, portier, homme à tout faire au Tabou, fameux club de la rue Dauphine qui va s'avérer rapidement très lucratif. Fréquentant régulièrement le Ciné-club du Quartier latin (CCQL) présidé par Maurice Scherer alias Éric Rohmer, où il côtoie, entre autres, Jacques Rivette, Jean-Luc Godard, François Truffaut, Édouard Molinaro, Paul Gégauff ou Isidore Isou, il y développe sa cinéphilie. Grâce aux revenus tirés de la billetterie du Tabou dont il perçoit une bonne part, il peut s'acheter une caméra et réaliser dès 1949 ses premiers courts-métrages en 16 mm, Les Victimes du Devoir, Alter Ego et Malemort, qui seront projetés dans le cadre du CCQL.
Mêlé à  l'agitation culturelle du Saint-Germain-des-Prés d'après-guerre, il fréquente les jeunes lettristes, participe en spectateur au Scandale de Notre-Dame orchestré par Serge Berna et Michel Mourre et, en compagnie de Marc'O, produit en octobre 1950,  quatre récitals lettristes (L'Univers des « Bruites ») avec, entre autres, Isidore Isou, Gabriel Pomerand, Maurice Lemaitre, Serge Berna, Jean-Louis Brau, François Dufrêne, Gil J Wolman, dont seul le premier peut se tenir au Tabou, la cave ayant été fermée pour « insalubrité » ; les autres doivent se rabattre sur diverses salles disponibles du quartier (Royal Odéon, Rose Rouge, Maison des Lettres). Puis, avec le même Marc'O comme producteur, il participe avec sa caméra personnelle au filmage de personnalités telles que Danielle Delorme, Daniel Gélin, Marcel Achard, André Maurois..., qu'Isou souhaite intégrer comme têtes d'affiche de son film à venir Traité de bave et d'éternité dont une ébauche est projetée le dernier jour du Festival de Cannes 1951.
En avril 1951, il se lance, en compagnie de deux journalistes et d'un mécanicien, dans un raid à scooters depuis Paris  vers le Tibet en vue d'en rapporter des documentaires. Mais des problèmes financiers en cours de route , s'ajoutant à l’invasion du Tibet par la Chine, obligent les deux rescapés à mettre fin à l’aventure à Bombay après 17 600 kilomètres parcourus. Nullement découragé, dès juillet 1952,, Michel Le Clerc repart, toujours en scooters et en compagnie de son camarade de classe Jean-Claude Bois, petit-cousin du Professeur Picard et arrière-petit-fils du capitaine Cook, pour un long périple de 62.000 kilomètres sur deux ans,  depuis New York jusqu'à la Terre de Feu et remontée vers l'Amazone, via l'Alaska et la côte du Pacifique du continent à travers dix-neuf pays d'Amérique et un passage au sommet du Chacaltoya (5.300 mètres) au Pérou, qu'ils racontent  dans leur livre La Grande Échappée, et deux films tournés en Amérique du Sud : La Fiesta del Sol et Laguna Escondida en Tierra del Fuego.
En 1955/1957, pour son service militaire, il passe plus de deux ans au cinéma des Armées (SCA) où il participe comme reporter aux journaux des actualités filmées. Il réalise pour l'armée plusieurs courts métrages en 35 mm et sera même envoyé au Pérou pour tourner un documentaire de 26 minutes sur l'Exposition française de Lima. 
Fin 1957, pas tout à fait encore libéré des obligations militaires, il est engagé par un producteur comme réalisateur et opérateur de  films d'instruction pour la Marine Nationale et en 1959/60, il choisit la télévision. Tout d'abord comme opérateur sur treize émissions de Radio Canada et des reportages quotidiens au cours du Festival de Cannes 1959 pour le groupe NTA. Cette même année, il réalise deux courts métrages, qu'il produit : La Morsure en 35 mm avec les acteurs Claude Nevers et Mario Franceschi, et au banc-titre 35 mm : Felipe de Ayala, premier reporter inca.
En 1961, il participe à la création de l’agence Télé-Europe où il assure les interviews des leaders indépendantistes algériens du Gouvernement provisoire de la République algérienne pour l'émission allemande « Panorama ». La même année, avec Hans Leichelenner de la télévision de Munich, il tourne à la frontière chinoise, à Longwu, Par le trou de la serrure, reportage sur le seul passage où les Chinois de Hong Kong peuvent  ravitailler les Chinois de la Chine Populaire. En 1963, il crée la première agence de reportages télévisés, RTV qui jusqu'en 1968, produira et réalisera des émissions, des reportages, surtout pour les chaînes étrangères. En 1968, RTV située dans le Marais est aux premières loges des manifestations du Quartier latin. Après la disparition de RTV, Michel Le Clerc redevient complètement indépendant. 
De 1970 à 1986 pour TF1, Antenne 2, FR3, il réalise et produit plus de 70 émissions ou reportages.
En 1981, tout en poursuivant ses tournages pour la télévision, il crée  à Mons-en-Montois l’association 11x20+14 œuvrant, avec sa compagne Eveline Bonnet, maître-verrier, à la restauration des vitraux des églises de l’Ile-de-France, et se consacre entièrement à partir de 1987 à cette association. Très vite différentes disciplines, théâtre, édition de livres sur le Patrimoine, viennent s’ajouter au vitrail — plus de 500 vitraux créés ou restaurés en 30 ans —, et enfin la création d'une salle de cinéma installée dans un ancien corps de ferme qui ouvre ses portes au public le 14 mars 2001 après 10 ans de travaux. Ce cinéma, le plus petit d'Ile-de-France, est classé Art et Essai, label Recherche et Découverte. Michel Le Clerc s'y donne corps et âme, jusqu'au bout.
En 2008, il retourne au Tibet, mais en raison des troubles, ne peut encore pas se rendre à Lhassa. Il prépare néanmoins un documentaire avec les archives filmées qu’il a pu en rapporter.
Le 1er avril 2017, à 87 ans, sur la pelouse de son cinéma de Mons-en-Montois et en présence de très nombreux élus, adhérents, donateurs et amis, Michel Le Clerc est décoré Chevalier de l'Ordre national du Mérite par Maître Jacques Ballot, chevalier de l'ONM, ancien conseiller général du canton de Donnemarie-Dontilly.

## Filmographie sélective
- 1949 : Les Victimes du devoir, comédie burlesque avec Alain Bouvette, Films du Marais
- 1950 : Alter Ego, film blanc expérimental, sur une musique de Duke Ellington[12], Films du Marais
- 1950 : Malemort, inachevé, Films du Marais

Ces trois films, en son non synchrone et dont il n'existe pas de copies, semblent avoir disparus (volés) durant la période d'absence de Michel Le Clerc lors de ses expéditions en Asie et en Amériques.
- 1955 : Fiesta del Sol, Films du Marais
- 1955 : Laguna Escondida en Tierra del Fuego, Films du Marais
- 1957 : Exposition Française de Lima, Films Ganayssa
- 1957 : L'Ancre de Salut, Films Ganayssa
- 1957 : Aux Périls de la Mer, Films Ganayssa
- 1958 : La France au Pérou, Films Ganyssa
- 1958 : La France en Afrique du Sud, Films Ganayssa
- 1959 : La Morsure, avec Claude Nevers, Mario Franceschi, Films du Marais
- 1959 : Felipe de Ayala, premier reporter inca, Films du Marais
- 1963 : Bonjour Berlin, RTV/SFB
- 1967 : Le Bateau France, RTV
- 1970 : Quand les enfants allaient au bagne, TF1
- 1973 : Sur les Chemins de la Chine, FR3
- 1974 : Les Tribulations d'un Vétérinaire, Antenne 2
- 1975 : 100 Motos pour l'Aventure[13], Seuil Audiovisuel
- 1977 : Portrait de Jacques Dufilho, TF1
- 1977-1978 : série de films sur 14-18, TF1
- 1979 : Clemenceau ou l'unité d'une vie, avec G. Monnerville, TF1
- 1980 : Fernand Raynaud ou la Quête du rire, avec E. Bonnet, TF1
- 1980 : Alain Resnais, un révolutionnaire discret, avec E. Bonnet, TF1
- 1981 : La Liberté de la Presse a 100 ans, TF1
- 1981 : Simone Signoret, une vie sans complexe, un regard sans complaisance, avec E. Bonnet, TF1
- 1984 : Théâtre pour Aveugle Antenne 2
- 1985 : La Nuit de l’Inde, TF1
- 1985 : La Négligence des hommes, avec Haroun Tazieff,  Antenne 2
- 1986 : Linda de Suza, TF1
- 2008-2011 : Hep ! Hep ! Monsieur le boucher de Lhassa, (en post-production)